# Суздалев, Сергей (биатлонист)
Сергей Суздалев (род. 1985) — российский биатлонист, призёр чемпионата России. Мастер спорта России.

## Биография
Представлял Московскую область, ДЮСШ г. Пушкино и спортивное общество «Динамо».
Бронзовый призёр чемпионата России 2008 года в командной гонке, серебряный призёр 2011 года в командной гонке в составе сборной Московской области.
Завершил профессиональную карьеру в начале 2010-х годов. В дальнейшем принимает участие в любительских стартах по биатлону, лыжным гонкам, лёгкой атлетике.